# 伍德伯里 (印地安納州)
伍德伯里（英語：Woodbury）是位於美國印地安納州漢考克縣的一個非建制地區。該地的面積和人口皆未知。